# Dobrčice
Dobrčice (en allemand : Dobertschitz) est une commune du district de Přerov, dans la région d'Olomouc, en République tchèque. Sa population s'élevait à 224 habitants en 2020.

## Géographie
Dobrčice se trouve à 7 km au sud-sud-est de Přerov, à 28 km au sud-sud-est d'Olomouc et à 232 km à l'est-sud-est de Prague.
La commune est limitée par Horní Moštěnice à l'ouest et au nord, par Beňov au nord, par Kostelec u Holešova à l'est, et par Stará Ves et Přestavlky au sud.

## Histoire
La première mention écrite de la localité date de 1356.